# Kusaiejufferduif
De kusaiejufferduif (Ptilinopus hernsheimi) is een vogel uit de familie Columbidae (duiven).  De soort werd eerder beschouwd als ondersoort van de purperkapjufferduif (P. porphyraceus). 

## Verspreiding en leefgebied
Deze soort komt voor op Kosrae (oostelijke Carolinen).